# Vltimas

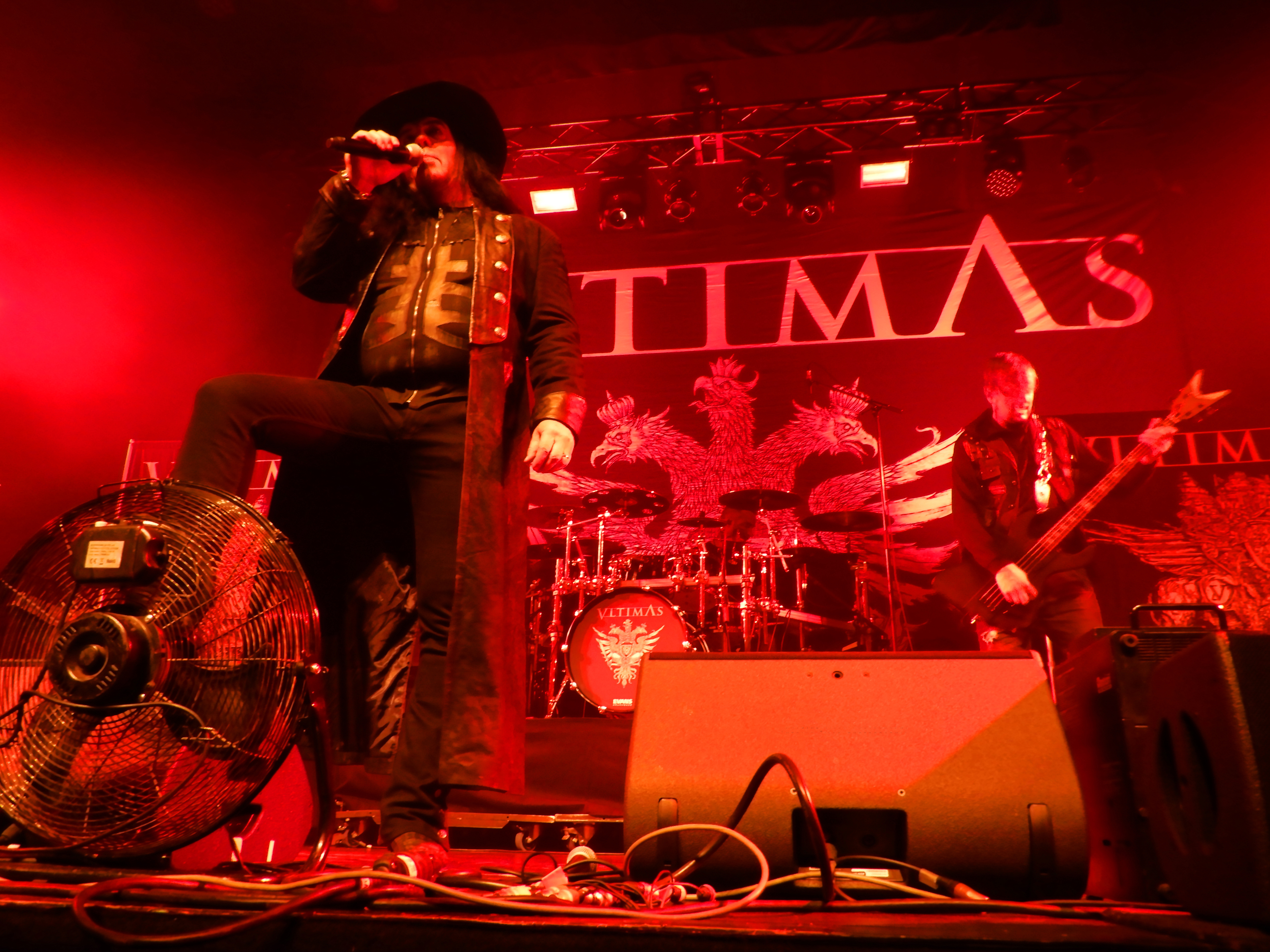
Vltimas durante un concerto nel 2020

Gli Vltimas sono un supergruppo Death metal nato nel 2015 e formato da David Vincent, per diversi anni cantante e bassista dei Morbid Angel, Rune "Blasphemer" Eriksen, chitarrista degli Aura Noir ma soprattutto dei Mayhem dal 1995 al 2008, e da Flo Mounier, batterista dei Cryptopsy. La loro proposta musicale è una fusione di più stili di Metal con le relative tecniche e peculiarità e quindi di difficile etichettatura.
Il loro primo album, Something Wicked Marches In, viene pubblicato nel 2019 e riceve buone recensioni.

## Storia
Rune Eriksen presentò l'idea di formare una nuova band a Flo Mounier. I due musicisti essendo già stati collaboratori in passato trovarono subito intesa, tuttavia mancava ancora un cantante ed un bassista a questo nuovo progetto e la scelta ricadde sul carismatico David Vincent con cui Rune era già in contatto e che giusto in quell'anno era uscito dalla sua band storica. Il trio iniziò a comporre musica con diverse influenze provenienti dalle loro esperienze passate Black metal e Death metal. La scrittura dei primi pezzi si svolse in Portogallo nello studio di Rune e in seguito in Texas nello studio di David. Nel 2018 i tre musicisti entrano negli Orgone Studios di Woburn in Inghilterra per le registrazioni definitive dell'album di debutto. Dopo l'uscita dell'album pubblicato dall'etichetta discografica francese Season of Mist iniziò anche un tour mondiale in cui Vincent dovette rinunciare a suonare il basso affidandosi a un bassista esterno alla band per aver riportato una ferita a una mano causata da un morso di serpente.
Il 15 marzo del 2024 esce il loro secondo album dal titolo Epic pubblicato dalla stessa etichetta discografica francese. La formazione viene ampliata, infatti entra il bassista olandese Ype TVS (ex-DODECAHEDRON). L'intera scrittura dell'album, come racconta lo stesso Vincent, è avvenuta quasi interamente nel suo ranch in Texas mentre la registrazione negli studi portoghesi Arda Recorderes. La copertina è stata disegnata dall'artista italiano Daniele Valeriani, noto per aver collaborato con numerose band del panorama Metal internazionale.

## Formazione
- David Vincent – Voce (2015-presente)
- Blasphemer – Chitarra (2015-presente)
- Flo Mounier – Batteria (2015-presente)
- Ype Terwisscha Van Scheltinga - Basso (2023-presente)